# Obrona sycylijska
Obrona sycylijska – otwarcie szachowe rozpoczynające się posunięciami:
1. e4 c5

Debiut ten jest najpopularniejszą i dającą najlepsze efekty odpowiedzią na pierwszy ruch białych 1. e4. Statystycznie skuteczniejszym otwarciem dla białych jest 1. d4, gdyż obrona (sycylijska) przed 1. e4 ma wysoki wskaźnik skuteczności. W czasopiśmie „New in Chess” (w roczniku wydanym w roku 2000) podano, że w grach z jego bazy danych białe wygrały 56,1% partii (z 296 200), zaczynając od 1. d4, a przy rozpoczęciu od 1. e4 było to 54,1% partii (z 349 855), głównie dzięki obronie sycylijskiej (52,3% wygranych przez białe ze 145 996 rozgrywek).
Jest to debiut półotwarty. W klasyfikacji encyklopedii otwarć szachowych jest oznaczony kodami ECO B20–B99.

## Podstawowe warianty
| Ałapina         | 2.c3                                            |
| gambit Morra    | 2.d4 c:d4 3.c3                                  |
| zamknięty       | 2.Sc3                                           |
| Paulsena        | 2.Sf3 e6 3.d4 c:d4 4.S:d4 a6                    |
| smoczy (Dragon) | 2.Sf3 d6 3.d4 c:d4 4.S:d4 Sf6 5.Sc3 g6          |
| Najdorfa        | 2.Sf3 d6 3.d4 c:d4 4.S:d4 Sf6 5.Sc3 a6          |
| Maroczego       | 2.Sf3 Sc6 3.d4 c:d4 4.S:d4 g6 5.c4              |
| Rauzera         | 2.Sf3 d6 3.d4 c:d4 4.S:d4 Sf6 5.Sc3 Sc6 6.Gg5   |
| Swiesznikowa    | 2.Sf3 Sc6 3.d4 c:d4 4.S:d4 Sf6 5.Sc3 e5         |
| Scheveningen    | 2.Sf3 d6 3.d4 c:d4 4.S:d4 Sf6 5.Sc3 e6          |
| Sozina          | 2.Sf3 d6 3.d4 c:d4 4.S:d4 Sf6 5.Sc3 Sc6 6.Gc4!? |
| moskiewski      | 2.Sf3 d6 3.Gb5+                                 |

## Wybrana literatura
- James Plaskett (1997), The Sicilian Taimanov, Everyman Chess, ISBN 978-1-901259-01-8
- James Plaskett (2000), Sicilian Grand Prix Attack, Everyman Chess, ISBN 978-1-85744-291-5
- Michaił Gołubiew (2000), The Sicilian Sozin, Gambit Publications, ISBN 978-1-901983-38-8
- Dorian Rogozenko (2003), Anti-Sicilians: A Guide for Black, Gambit Publications, ISBN 1-901983-84-6
- Dorian Rogozenko (2005), Sveshnikov Reloaded, Quality Chess, ISBN 91-875243-5-2
- Johan Hellsten (2008), Play the Sicilian Kan, Everyman Chess, ISBN 978-1-85744-581-7
- Jesús María de la Villa García (2009), Dismantling the Sicilian, New in Chess, ISBN 978-90-5691-294-9
- Jerzy Konikowski (2006), Sizilianisch-richtig gespielt, Joachim Beyer Verlag, ISBN 3-88805-490-7